# Ewan Lebourdais
Pour les articles homonymes, voir Lebourdais.
Ewan Lebourdais, né le 28 août 1978 à Rennes est  photographe spécialisé dans le milieu maritime, promu Peintre officiel de la Marine en 2021, il photographie aussi les arbres et la forêt. Il est également capitaine de corvette de réserve citoyenne pour la Marine Nationale.

## Biographie
Ewan Lebourdais a commencé à travailler comme gestionnaire de patrimoine.
Il est établi à Brest où il photographie les bateaux dans la rade de Brest et près du phare du Petit Minou.

## Livres
- Ewan Lebourdais - Pilotes Maritimes - Éditions Odyssée, 2025 - (ISBN : 978-2-494767-27-0)
- Ewan Lebourdais - Choses maritimes - Éditions Odyssée, 2023 - ( (ISBN 978-2909478-66-1))
- Ewan Lebourdais & Matthieu de Guillebon (textes) - Bois & Marines, Éditions Odyssée, 2023 (Bois & Marines, Odyssée, 2023 (ISBN 978-2-909478-55-5)
- Ewan Lebourdais (Photographe) et Jean-Louis Tremblais, grand reporter, Neptune : Nageurs de combat, Odyssée, 2023, 132 p. (ISBN 978-2-9094-7858-6)
- Carènes Acte II, Odyssée, 2022, 176 p. (ISBN 978-2-9094-7854-8)
- Silver Series - 2020 - Édition des images à l'West -  prix du beau livre maritime de la ville de Concarneau 2020[2],[3],  (ISBN 978-29555764-3-4)
- S.U.B - 2019
- Carènes - 2018
- Choses maritimes - 2015 - Édition des images à l'West - avec Jean-Marie Kowalski

## Expositions
Cette section ne s'appuie pas, ou pas assez, sur des sources secondaires ou tertiaires indépendantes du sujet. Le texte peut contenir des analyses inexactes ou inédites de sources primaires.
Pour l'améliorer, ajoutez-en, ou placez des modèles {{Source secondaire souhaitée}} ou {{Source secondaire nécessaire}} sur les passages mal sourcés. (juillet 2024)
- "Une Histoire Maritime" - à l'Assemblée Nationale, Hôtel de Lassay - Mai 2025
- "Titans des mers" - au Musée national de la Marine place du Trocadéro - Avril 2025
- "Plongées, contre-plongées" au Musée National de la Marine - 2023
- Choses Maritimes - exposition itinérante - (dernière en date : à la cité de la mer de Cherbourg) - 2021-2024
- Expo collective des 4 Peintres Officiels de la marine à Roscoff - 2023
- Titans des mers - 2021[4],[5]
- Grand voilier École - 2021[6]
- Exposition Forces sous-marines - 2019
- Exposition Marine(s) à Orsay - 2019
- Exposition pointe Saint-Mathieu - 2018
- Exposition sur le Queen Mary II - 2017
- Terre de glisse - 2017
- Choses maritimes - 2016

## Distinctions

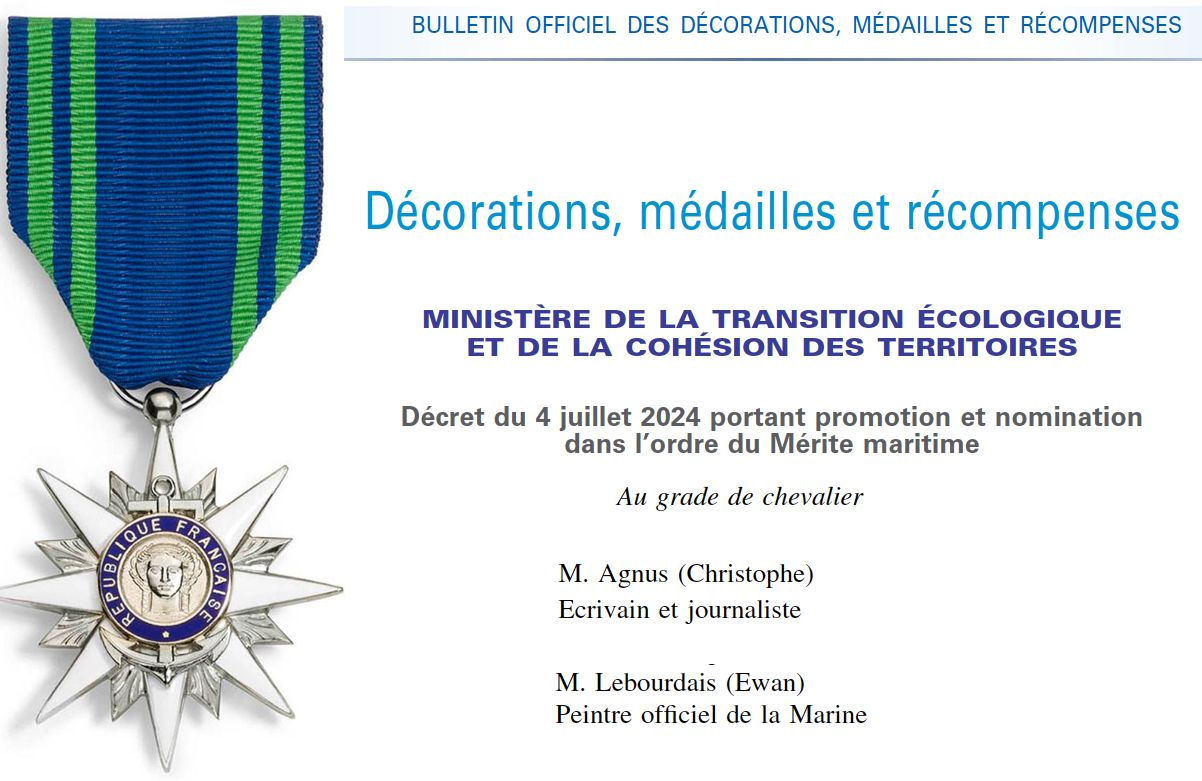
Nomination ordre du Mérite Maritime

### Décorations
- Chevalier de l'ordre du Mérite maritime (4 juillet 2024)[7]
- Médaille des réservistes volontaires de défense et de sécurité intérieure, bronze (2019)

### Prix
- Prix de l'Académie de Marine - Prix du Beau Livre "S.U.B l'Immersion" Académie de marine (juin 2025)
- Lauréat du Prix Beau-Livre Mer 2020 (Festival)